# Meindert van Veen
Meindert van Veen (Den Helder, 5 dicembre 1950) è un allenatore di pallacanestro olandese.

## Carriera
Ha guidato i Paesi Bassi ai Campionati europei del 1989.